# Hugo de Wurtzbourg
Hugo est évêque de Wurtzbourg de 983 à 990.

## Biographie
Au Xe siècle, certaines abbayes sont pillées et détruites lors de conflits. Les communautés monastiques sont expulsées, leur retour semble difficile. Hugo soutient particulièrement l'abbaye Saint-André de Wurtzbourg (de) en lui donnant des paroisses et des villages et en lui confiant les reliques de Burchard, le premier évêque de Wurtzbourg.

## Source de la traduction
- (de) Cet article est partiellement ou en totalité issu de l’article de Wikipédia en allemand intitulé « Hugo (Würzburg) » (voir la liste des auteurs).

## Liens
- Notice dans un dictionnaire ou une encyclopédie généraliste :   - Deutsche Biographie
- Notices d'autorité :   - VIAF
  - GND